# Anna Pavlovna av Ryssland
Anna Pavlovna av Ryssland (ryska: Анна Павловна [ˈanːə ˈpavləvnə]; nederländska: Anna Paulowna [ˈɑnaː pɑˈloːnaː]
 ( lyssna)), född 18 januari 1795 i Sankt Petersburg i Ryssland, död 1 mars 1865 i Haag i Nederländerna, var en nederländsk drottning genom giftermålet med kung Vilhelm II år 1816. Hon var dotter till tsar Paul I och hans fru Sofia Dorotea.

## Biografi

### Tidigt liv
Anna Pavlovna var 1809 föremål för äktenskapsplaner med Napoleon. Efter skilsmässan från sin första hustru, Joséphine de Beauharnais, som ägde rum 1809, hade Napoleon önskemål om att gifta om sig; dels för att få arvingar, dels för att bli släkt med någon av Europas gamla dynastier. Han hade två huvudkandidater; antingen en medlem av det ryska eller det österrikiska kejsarhuset; i det ena fallet Anna Pavlovna och i det andra fallet Marie-Louise av Österrike. Det ryska partiet ansågs politiskt klokast, då Österrike redan var besegrat och helt under fransk dominans, medan Ryssland var en jämbördig stormakt till Frankrike. Det ryska tsarhuset kom dock med en rad försinkande undanflykter; änkekejsarinnan var emot giftermålet, Anna själv ville inte konvertera till katolicismen, och Napoleon själv medgav att bruden vid fjorton års ålder var för ung. Därför valdes istället Marie-Louise ut som brud.  

### Kronprinsessa
Anna Pavlovna trolovades med Vilhelm på förslag av sin bror tsaren, för att symbolisera den fredliga allianspolitik som grundats med Wienkongressen år 1815. Vilhelm kallades till Ryssland så hon kunde få se honom innan hon sade samtyckte, och bröllopet firades i Ryssland, där paret stannade ett år efter vigseln. Hon fick enligt överenskommelse behålla sin egen religion. 
Anna sägs ha haft svårt att anpassa sig till levnadsförhållanden i sitt nya hemland efter att ha vuxit upp vid tsarhovet i Ryssland, där de sociala skillnaderna var avsevärt större än i det mer borgerligt betonade Nederländerna. Paret levde i Bryssel fram till den belgiska revolutionen 1830, där Anna trivdes bättre än i norr, eftersom det påminde henne mer om Ryssland.  
Äktenskapet med Vilhelm blev snart också ganska olyckligt. Han var ofta otrogen och 1829 uppdagades att en del av hennes juveler hade blivit stulna. Hon misstänkte på goda grunder Vilhelm och efter detta sågs de sällan. Hon agerade dock vid flera tillfällen medlare mellan maken och svärfadern under politiska konflikter och lyckades ibland släta över dessa. Hon beskrivs som intelligent, känslig, familjekär och med ett häftigt temperament. Hon grundade ett sjukhus för sårade från den belgiska revolutionen (1830) och Koninklijke Winternaaischool Scheveningen, en sömnadskola för fattiga kvinnor och flickor (1832). 

### Drottning
Hon blev drottning av Nederländerna 1840 då maken tillträdde tronen, men uppfattades ofta som fjär, arrogant och kylig. Hon lärde sig tala holländska bättre än maken, som föredrog franska, men hon blev aldrig någon populär drottning. Det sades om henne att hon alltid förblev en rysk storfurstinna mer än hon någonsin blev en holländsk drottning. Hon uppskattade högtidliga ceremonier och pompa och uppehöll en sträng etikett. Hon sägs också ha haft ett mycket komplicerat förhållande till sin svärdotter och systerdotter Sofia av Württemberg, maka till kung Vilhelm III. Anna var aldrig politiskt aktiv, trots att hon privat hade starka åsikter.
Vid makens död 1849 lämnade hon det offentliga livet. Hon hade 1855 tanken att återvända till Ryssland under en konflikt med sin son, men detta blev aldrig av. 

## Barn
Tillsammans hade Anna och Vilhelm fem barn:
- Vilhelm Alexander Paul Fredrik Ludvig (19 februari 1817 – 23 november 1890)
- Vilhelm Alexander Fredrik Konstantin Nikolas Mikeal (2 augusti 1818 – 20 februari 1848)
- Vilhelm Fredrik Henrik (13 juni 1820 – 13 januari 1879)
- Vilhelm Alexander Fredrik Ernst Kasimir (21 maj 1822 – 22 oktober 1822)
- Vilhelmina Maria Sofia Louise (8 april 1824 – 23 mars 1897)

## Anfäder
|                           |  |  |  |  |  |  |  |                              |  |  |  |  |  |  |  |                                       |  |  |  |  |  |  |  | Karl Fredrik av Holstein-Gottorp       |
|                           |  |  |  |  |  |  |  |                              |  |  |  |  |  |  |  |                                       |  |  |  |  |  |  |  |                                        |
|                           |  |  |  |  |  |  |  |                              |  |  |  |  |  |  |  | Peter III av Ryssland                 |  |  |  |  |  |  |  |                                        |
|                           |  |  |  |  |  |  |  |                              |  |  |  |  |  |  |  |                                       |  |  |  |  |  |  |  |                                        |
|                           |  |  |  |  |  |  |  |                              |  |  |  |  |  |  |  |                                       |  |  |  |  |  |  |  | Anna Petrovna av Ryssland              |
|                           |  |  |  |  |  |  |  |                              |  |  |  |  |  |  |  |                                       |  |  |  |  |  |  |  |                                        |
|                           |  |  |  |  |  |  |  | Paul I av Ryssland           |  |  |  |  |  |  |  |                                       |  |  |  |  |  |  |  |                                        |
|                           |  |  |  |  |  |  |  |                              |  |  |  |  |  |  |  |                                       |  |  |  |  |  |  |  |                                        |
|                           |  |  |  |  |  |  |  |                              |  |  |  |  |  |  |  |                                       |  |  |  |  |  |  |  | Kristian August av Anhalt-Zerbst       |
|                           |  |  |  |  |  |  |  |                              |  |  |  |  |  |  |  |                                       |  |  |  |  |  |  |  |                                        |
|                           |  |  |  |  |  |  |  |                              |  |  |  |  |  |  |  | Katarina II av Ryssland               |  |  |  |  |  |  |  |                                        |
|                           |  |  |  |  |  |  |  |                              |  |  |  |  |  |  |  |                                       |  |  |  |  |  |  |  |                                        |
|                           |  |  |  |  |  |  |  |                              |  |  |  |  |  |  |  |                                       |  |  |  |  |  |  |  | Johanna Elisabet av Holstein-Gottorp   |
|                           |  |  |  |  |  |  |  |                              |  |  |  |  |  |  |  |                                       |  |  |  |  |  |  |  |                                        |
| Anna Pavlovna av Ryssland |  |  |  |  |  |  |  |                              |  |  |  |  |  |  |  |                                       |  |  |  |  |  |  |  |                                        |
|                           |  |  |  |  |  |  |  |                              |  |  |  |  |  |  |  |                                       |  |  |  |  |  |  |  | Karl Alexander av Württemberg          |
|                           |  |  |  |  |  |  |  |                              |  |  |  |  |  |  |  |                                       |  |  |  |  |  |  |  |                                        |
|                           |  |  |  |  |  |  |  |                              |  |  |  |  |  |  |  | Fredrik II Eugen av Württemberg       |  |  |  |  |  |  |  |                                        |
|                           |  |  |  |  |  |  |  |                              |  |  |  |  |  |  |  |                                       |  |  |  |  |  |  |  |                                        |
|                           |  |  |  |  |  |  |  |                              |  |  |  |  |  |  |  |                                       |  |  |  |  |  |  |  | Maria Augusta av Thurn och Taxis       |
|                           |  |  |  |  |  |  |  |                              |  |  |  |  |  |  |  |                                       |  |  |  |  |  |  |  |                                        |
|                           |  |  |  |  |  |  |  | Sofia Dorotea av Württemberg |  |  |  |  |  |  |  |                                       |  |  |  |  |  |  |  |                                        |
|                           |  |  |  |  |  |  |  |                              |  |  |  |  |  |  |  |                                       |  |  |  |  |  |  |  |                                        |
|                           |  |  |  |  |  |  |  |                              |  |  |  |  |  |  |  |                                       |  |  |  |  |  |  |  | Fredrik Vilhelm av Brandenburg-Schwedt |
|                           |  |  |  |  |  |  |  |                              |  |  |  |  |  |  |  |                                       |  |  |  |  |  |  |  |                                        |
|                           |  |  |  |  |  |  |  |                              |  |  |  |  |  |  |  | Sofia Dorothea av Brandenburg-Schwedt |  |  |  |  |  |  |  |                                        |
|                           |  |  |  |  |  |  |  |                              |  |  |  |  |  |  |  |                                       |  |  |  |  |  |  |  |                                        |
|                           |  |  |  |  |  |  |  |                              |  |  |  |  |  |  |  |                                       |  |  |  |  |  |  |  | Sofia Dorothea av Preussen             |
|                           |  |  |  |  |  |  |  |                              |  |  |  |  |  |  |  |                                       |  |  |  |  |  |  |  |                                        |